# Malaville

Malaville este o comună în departamentul Charente, Franța. În 1 ianuarie 2018 avea o populație de 411 de locuitori.